# 北海道道877号学田前田線
北海道道877号学田前田線（ほっかいどうどう877ごう がくでんまえだせん）は、北海道岩内郡共和町内を結ぶ一般道道（北海道道）である。

## 概要

### 路線データ
- 起点：北海道岩内郡共和町前田（北海道道604号老古美小沢停車場線交点）
- 終点：北海道岩内郡共和町前田（国道276号交点）
- 総延長：3.413 km
- 実延長：3.393 km
- 重用延長：0.020 km

## 歴史
- 1976年（昭和51年）3月31日 - 路線認定[1]。

## 地理

### 通過する自治体
- 後志総合振興局
  - 岩内郡共和町

### 交差する道路
共和町
- 北海道道604号老古美小沢停車場線 - 前田（起点）
- 国道276号 - 前田（終点）